# Sergey Savelyev
Sergey Savelyev (auch Sergei Savelyev, Sergueï Saveliev, belarus. Сяргей Уладзіміравіч Савельеў, * 1989) ist ein ehemaliger russischer Gefängnis-Insasse, der Videos von Folter in russischen Gefängnissen geleakt hat. Der Belaruse hat in Russland insgesamt acht Jahre im Gefängnis verbracht und heimlich mehr als 1.000 Videos von Folter und Misshandlung von Insassen gesammelt. Diese hat er an die russische Menschenrechtsgruppe Gulagu.net weitergegeben.
Gulagu.net sagte, dass die Videos nicht nur Misshandlungen, Vergewaltigungen und Demütigungen von Insassen dokumentierten, sondern auch die systemische Natur von Missbrauch im Gefängnissystem bewiesen.
Savelyev hat 2021 in Frankreich Asyl beantragt, da er um seine Sicherheit fürchtet. Vor seiner Flucht aus Russland wurde er am Flughafen St. Petersburg aufgehalten und von Männern in Zivil befragt, die ihm drohten, ihn wegen Verrats zu verhaften und ihn im Gefängnis sterben zu lassen, wenn er nicht kooperierte. Savelyev behauptet, er habe einige Papiere unterschrieben, die seine Zusammenarbeit mit den Behörden bescheinigen sollten, und sei dann freigelassen worden. Er entschied sich jedoch zur Flucht und wandte sich nach seiner Ankunft in Paris an die Polizei.